# Strophurus mcmillani
Espèce
Synonymes
- Diplodactylus mcmillani Storr, 1978

Strophurus mcmillani est une espèce de geckos de la famille des Diplodactylidae.

## Répartition
Cette espèce est endémique d'Australie. Elle se rencontre en Australie-Occidentale et dans le Territoire du Nord

## Description
C'est un gecko insectivore, nocturne et terrestre.

## Étymologie
Cette espèce est nommée en l'honneur de Robert Peter McMillan (1921-2009).

## Publication originale
- Storr, 1978 : Seven new gekkonid lizards from Western Australia. Records of the Western Australian Museum, vol. 6, p. 337-352 (texte intégral).